# Woolsthorpe by Belvoir
Woolsthorpe by Belvoir – wieś i civil parish w Anglii, w hrabstwie Lincolnshire, w dystrykcie South Kesteven. Leży 41 km na południe od Lincoln i 161 km na północ od Londynu. W 2011 roku civil parish liczyła 415 mieszkańców.